# Efecte matern
L' efecte matern es dona quan el fenotip d'un organisme és determinat no només per l'entorn i genotip propis, sinó també per l'entorn i genotip de la mare. En genètica, observem efectes materns quan un organisme mostra el fenotip que correspon al genotip de la mare, independentment del genotip propi, sovint a causa de ARN missatger o proteïnes que la mare ha subministrat a l'ou. L'efecte matern també pot venir donat per l'entorn maternal – independentment del genotip –, i pot influenciar la mida, el sexe o el comportament de la descendència. Els efectes materns poden conduir a fenotips que augmenten el fitness de la progènie, i en conseqüència ser adaptatius. A més, resulten una forma de plasticitat fenotípica, un concepte evolutiu rellevant. S'ha proposat que els efectes materns són importants per l'evolució de respostes adaptatives a la heterogeneicitat de l'entorn.

## Efectes matern en genètica
En genètica, un efecte matern es dona quan el fenotip d'un organisme és determinat pel genotip de la seva mare. Per exemple, si una mutació recessiva s'hereda sota efecte matern, un femella homozigota per la mutació pot mostrar-se fenotípicament normal, però la seva descendència mostrarà el fenotip mutant, encara que siguin heterozigots per la mutació.
| Efecte maternal                                                | Efecte maternal                                                | Efecte maternal                               | Efecte maternal                               |
| -------------------------------------------------------------- | -------------------------------------------------------------- | --------------------------------------------- | --------------------------------------------- |
|                                                                |                                                                |                                               |                                               |
| Tota la descendència mostra el fenotip silvestre (o wild type) | Tota la descendència mostra el fenotip silvestre (o wild type) | Tota la descendència mostra el fenotip mutant | Tota la descendència mostra el fenotip mutant |

Els efectes materns sovint ocorren perquè la mare subministra un mRNA o proteïna particular a l'oòcit, i per això el genoma maternal determina si la molècula és funcional. A causa del patró d'herència de mutacions d'efecte matern, es necessiten procediments d'examinació genètica especials per identificar-les. Aquests típicament impliquen examinar el fenotip dels organismes una generació més tard que en un procediment convencional, ja que les mares seran potencialment homozigotes per les mutacions d'efecte maternal que sorgeixin.